# Interstate 105 (Oregon)
Pour les articles homonymes, voir Interstate 105.
L'Interstate 105 est une autoroute inter-États de l'Oregon. Elle relie l'I-5 au centre-ville d'Eugene et a une longueur de 4,2 miles (6,7 km).

## Description du tracé
L'I-105 débute au centre-ville d'Eugene, puis traverse ensuite juste au nord la rivière Willamette avant de bifurquer vers l'est pour longer la rivière. Elle continue ensuite sa route vers l'est jusqu'à sa jonction avec l'I-5, extrémité est de l'I-105, après avoir parcouru 4,2 miles dans les limites d'Eugene.

## Liste des sorties
| Interstate 105          |              |      |      |        |                                                                                            |                                                              |
| Comté                   | Municipalité | mi   | km   | Sortie | Intersections / Destinations                                                               | Notes                                                        |
| Lane                    | Eugene       | 0,00 | 0,00 | —      | OR 99 (en) / OR 126 (en) ouest / OR 126 Bus. (en) est – Centre-ville d'Eugene, Springfield | Terminus ouest du multiplex avec OR 126                      |
| Lane                    | Eugene       | 0,89 | 1,43 | 1      | Delta Highway vers OR 569 (en) (Beltline Highway)                                          |                                                              |
| Lane                    | Eugene       | 1,96 | 3,15 | 2      | Country Club Road, Coburg Road – Centre-ville d'Eugene                                     |                                                              |
| Lane                    | Springfield  | 3,50 | 5,63 | 4      | I-5 – Roseburg, Salem                                                                      | Indiqué sortie 4A (sud) et 4B (nord); sortie 194A-B de l'I-5 |
| Lane                    | Springfield  | 3,50 | 5,63 | —      | OR 126 (en) est – Springfield                                                              | Terminus est du multiplex avec OR 126                        |
| - Terminus de multiplex |              |      |      |        |                                                                                            |                                                              |